# HSPB3
HSPB3 (англ. Heat shock protein family B (small) member 3) – білок, який кодується однойменним геном, розташованим у людей на короткому плечі 5-ї хромосоми. Довжина поліпептидного ланцюга білка становить 150 амінокислот, а молекулярна маса — 16 966.
| 10         |  | 20         |  | 30         |  | 40         |  | 50         |
| ---------- |  | ---------- |  | ---------- |  | ---------- |  | ---------- |
| MAKIILRHLI |  | EIPVRYQEEF |  | EARGLEDCRL |  | DHALYALPGP |  | TIVDLRKTRA |
| AQSPPVDSAA |  | ETPPREGKSH |  | FQILLDVVQF |  | LPEDIIIQTF |  | EGWLLIKAQH |
| GTRMDEHGFI |  | SRSFTRQYKL |  | PDGVEIKDLS |  | AVLCHDGILV |  | VEVKDPVGTK |
|            |  |            |  |            |  |            |  |            |

A: Аланін

C: Цистеїн

D: Аспарагінова кислота

E: Глутамінова кислота

F: Фенілаланін

G: Гліцин

H: Гістидин

I: Ізолейцин

K: Лізин

L: Лейцин

M: Метіонін

P: Пролін

Q: Глутамін

R: Аргінін

S: Серин

T: Треонін

V: Валін

W: Триптофан

Задіяний у таких біологічних процесах, як відповідь на стрес, поліморфізм. 
Локалізований у цитоплазмі, ядрі.